# Caroline Pascal (actrice)
 (janvier 2022).
Pour les articles homonymes, voir Caroline Pascal et Pascal.
Caroline Pascal, née le 8 février 1982 à Lyon, est une actrice française.

## Biographie
Connue principalement pour son rôle de Demetra dans la série télévisée Kaamelott d'Alexandre Astier, Caroline Pascal fait aussi du théâtre et du doublage. Elle est ainsi l'une des voix d'Olivia Wilde et Liza Weil, celle de Nadia dans la série Titeuf et l'actuelle voix de Vera Dinkley dans la franchise Scooby-Doo après Laurence Badie et Chantal Macé.
Elle est interviewée par Christophe Chabert dans l'acte I Les mœurs et les femmes du film documentaire Aux Sources de Kaamelott réalisé entre 2006 et 2010 pour accompagner l'intégrale Les Six Livres des DVD de la série télévisée.

## Théâtre
- 2013 : Ceci n'est pas un corps de Fily Keita et Solal Valentin, mise en scène Fily Keita, La Cartoucherie

## Filmographie

### Cinéma

#### Long métrage
- 2008 : Sagan de Diane Kurys : l'infirmière

#### Court métrage
- 2000 : Le Page de garde d'Éric Mahé : Nadia

### Télévision
- 2000 : Dossier Disparu, épisode 2, saison 2, Elodie : Élodie
- 2003 : Julie Lescaut, épisode 2, saison 12, Le voyeur : Vanessa
- 2003 : Groland : Ségoline Fioufiou
- 2005-2007 : Kaamelott : Demetra, maîtresse d’Arthur (32 épisodes)
- 2009 : Brigade Navarro, épisode 3, saison 2, Fantôme : Gaëlle
- Les Zèbres : Laura
- L'École buissonnière
- Le Hollandais sans peine
- L'Enfant à bicyclette
- Les Nouveaux
- Ushuaïa, épisode « Montagnes en devenir »
- Bébé express : Sandrine
- Un bon petit milliard
- Les Nuls, fausse pub Balsa
- La Famille Fontaine
- Pince-moi je rêve : présentation
- L'Enfant d'Édith Piaf - télévision japonaise
- Marie étudiante, clip vidéo pour la Banque de France
- La tristitude d'Oldelaf, apparition dans le clip vidéo

### Web-série
- World of Jean-Pierre : Valérie
- 2009-2010 : Valentine et moi d'Amit K. Babooa (collectif OYC) : Valentine

## Doublage

### Cinéma

#### Films
- Olivia Wilde dans :
  - The Girl Next Door (2004) : Kellie
  - L'An 1 : Des débuts difficiles (2009) : la princesse Inanna
  - Les Trois Prochains Jours (2010) : Nicole
  - Time Out (2011) : Rachel Salas
  - La Famille Pickler (2011) : Brooke
  - The Words (2012) : Daniella
  - Blonde sur ordonnance (2014) : Elizabeth Roberts
  - Babylon (2022) : Ina Conrad
- Zoë Kravitz dans :
  - À vif (2007) : Chloé
  - Une drôle d'histoire (2010) : Nia
- Juno Temple dans :
  - Cracks (2009) : Di Radfield
  - St. Trinian's 2 (2012) : Celia
- Verónica Echegui dans :
  - Petit trip entre amis (en) (2009) : Eloisa
  - Book of Love (en) (2022) : Maria Rodriguez
- 2001 : Mortelle Saint-Valentin : Shelley Fisher (Katherine Heigl)
- 2004 : Troie : Briséis (Rose Byrne)
- 2004 : Un Noël de folie ! : Blair Krank (Julie Gonzalo)
- 2007 : Once : la fille, pianiste et chanteuse tchèque (Markéta Irglová)
- 2007 : Charlie, les filles lui disent merci : Lara, la petite amie de Stu (Annie Wood)
- 2008 : Le Garçon au pyjama rayé : Maria (Cara Horgan)
- 2009 : Dancing Girls : Brooke (Ashley Roberts)
- 2009 : Very Bad Trip : Lisa, réceptionniste du Caesars Palace (Nathalie Fay)
- 2011 : Scream 4 : Chloe (Kristen Bell)
- 2012 : Piranha 2 3D : Maddy (Danielle Panabaker)
- 2012 : St. Trinian's 2 : Georgiana (Zara Robinson)
- 2012 : The End : Eva (Clara Lago)
- 2013 : Last Vegas : Elizabeth (Ashley Spillers)
- 2017 : Amar : Laura (María Pedraza)
- 2020 : The Lovebirds : Reya (Betsy Borrego)
- 2021 : 7 Prisonniers : ? ( ? )
- 2023 : Rendez-vous à minuit (en) : ? ( ? )
- 2023 : Plus tard, j'atteindrai les étoiles : Stacey (Emma Fassler)
- 2023 : Noël comme si de rien n'était : Hildegunn (Veslemøy Mørkrid)

#### Films d'animation
- 1989[1] : Kiki la petite sorcière : la sorcière aux horoscopes
- 1991 : La Princesse et la Forêt magique : Princess Irène
- 2004 : Scooby-Doo et le Monstre du loch Ness : Vera Dinkley
- 2005 : Aloha, Scooby-Doo ! : Vera Dinkley
- 2005 : Scooby-Doo au pays des pharaons : Vera Dinkley
- 2006 : Scooby-Doo et le Triangle des Bermudes : Vera Dinkley
- 2007 : Scooby-Doo : Du sang froid : Vera Dinkley
- 2008 : Le Secret de la Petite Sirène : Alana
- 2008 : Scooby-Doo et la Créature des ténèbres : Vera Dinkley
- 2009 : Le Drôle de Noël de Scrooge : Martha Cratchit, Caroline
- 2009 : Scooby-Doo et le Sabre du samouraï : Vera Dinkley
- 2010 : Scooby-Doo : Abracadabra : Vera Dinkley
- 2010 : Scooby-Doo : La Colonie de la peur : Vera Dinkley
- 2011 : Scooby-Doo : La Légende du Phantosaur : Vera Dinkley
- 2012 : Scooby-Doo : Le Chant du vampire : Vera Dinkley
- 2012 : Scooby-Doo : Tous en piste : Vera Dinkley
- 2013 : Scooby-Doo : Blue Falcon, le retour : Vera Dinkley
- 2013 : Scooby-Doo et la Carte au trésor : Vera Dinkley
- 2013 : Scooby-Doo et le Fantôme de l'Opéra : Vera Dinkley
- 2014 : Scooby-Doo et la Folie du catch : Vera Dinkley
- 2014 : Scooby-Doo : Aventures en Transylvanie : Vera Dinkley
- 2015 : Scooby-Doo et le Monstre de l'espace : Vera Dinkley
- 2015 : Scooby-Doo : Rencontre avec Kiss : Vera Dinkley
- 2016 : Scooby-Doo et WWE : La Malédiction du pilote fantôme : Vera Dinkley
- 2017 : Coco : Agent département du regroupement familial / Musicienne
- 2017 : Scooby-Doo : Le Clash des Sammys : Vera Dinkley
- 2018 : Scooby-Doo et Batman : L'Alliance des héros : Vera Dinkley
- 2018 : Scooby-Doo et le Fantôme gourmand : Vera Dinley
- 2019 : Scooby-Doo et la Malédiction du treizième fantôme : Vera Dinkley
- 2019 : Scooby-Doo : Retour sur l'île aux zombies : Vera Dinkley
- 2020 : Scooby ! : Vera Dinkley
- 2020 : Joyeux Halloween, Scooby-Doo! : Vera Dinkley
- 2021 : Scooby-Doo et la Légende du Roi Arthur : Vera Dinkley
- 2021 : Tout droit sortie de nulle part : Scooby-Doo rencontre Courage le chien froussard : Vera Dinkley
- 2022 : Scooby-Doo et la mission d'Halloween : Vera Dinkley

### Télévision

#### Téléfilms
- Daniella Monet dans :
  - Mes parrains sont magiques, le film : Grandis Timmy (2011) : Tootie
  - Mes parrains fêtent Noël (2012) : Tootie
  - Mes parrains sont magiques : Aloha ! (2014) : Tootie
- Emily Rose dans :
  - Vista Mar : Hôpital militaire (2009) : le lieutenant-commandant Rachel Scott
  - Le bel arnaqueur (2010) : Lauren Baker
- 2000 : Tricheurs ! : Jolie Fitch (Jena Malone)
- 2006 : Les Cheetah Girls 2 : Marisol Julàn (Belinda Peregrín Schüll)
- 2006 : Trois vœux pour Noël : Rachel Tripp (Katie Keating)
- 2007 : Northanger Abbey : Isabella Thorpe (Carey Mulligan)
- 2008 : Ma famille en cadeau : Rebecca Fine (Vikki Frinsky)
- 2009 : Les Deux Visages de ma fille : Helen Tuttle (Grace Sherman)
- 2009 : La Toile du mensonge : Spider (Kaniehtiio Horn)
- 2010 : Rencontre en ligne : Cami Winters (Tracy Spiridakos)
- 2010 : La Catin : Madeleine (Lili Gesler)
- 2010 : D.A.N.C.E ! Le Défi de sa vie : Zoe (Romina D'Ugo)
- 2012 : Trafic de femmes : Rebecca White (Kaylee DeFer)
- 2013 : Scandale au pensionnat : Emily (Vanessa Marano)
- 2013 : Maternité à risque : Jessica (Mylène Dinh-Robic)
- 2015 : Un baby-sitting pour deux : Maggie (Tammin Sursok)
- 2015 : Pacte sur le campus : Annabel (Renee Olstead)
- 2015 : Dans les griffes de ma belle-mère : Kym (Constance Wu)
- 2019 : Comme une proie dans ma maison : Jeannie (Cara Santana)
- 2020 : Opération "Joyeux Noël" : Chloe Marquee (Jana Kramer)

#### Séries télévisées
- Liza Weil dans (9 séries) :
  - Gilmore Girls (2000-2007) : Paris Geller (127 épisodes)
  - Eleventh Hour (2009) : Ashley Filmore (épisode 10)
  - Grey's Anatomy (2009) : Allison Clark (saison 5, épisode 23)
  - Private Practice (2011) : Andi (saison 4, épisode 15)
  - Scandal (2012) : Amanda Tanner (saison 1)
  - Bunheads (2013) : Milly Stone (6 épisodes)
  - Murder (2014-2020) : Bonnie Winterbottom (90 épisodes)
  - Gilmore Girls : Une nouvelle année (2016) : Paris Geller (mini-série)
  - La Fabuleuse Madame Maisel (2019) : Carole Keen (saison 3)
- Kaylee DeFer dans (5 séries) :
  - La Guerre à la maison (2005-2007) : Hillary Gold (44 épisodes)
  - Shark (2007) : Katie Dobbs (saison 2, épisode 11)
  - Bones (2009) : Tory Payne (saison 5, épisode 9)
  - Les Experts : Miami (2010) : Veronica (saison 8, épisode 17)
  - Gossip Girl (2011-2012) : Ivy Dickens (39 épisodes)
- Emily Rose dans :
  - Cold Case, affaires classées (2008) : Nancy Patterson (saison 5, épisode 17)
  - Urgences (2008-2009) : Dr Tracy Martin (11 épisodes)
  - Private Practice (2010) : Elisha (saison 3, épisode 16)
- Amanda Fuller dans :
  - Division d'élite (2002) : Summer Landers (saison 2, épisode 15)
  - Buffy contre les vampires (2003) : Eve (saison 7, épisode 11)
- Renee Olstead dans :
  - Une famille presque parfaite (2002-2006) : Lauren Miller (86 épisodes)
  - La Vie secrète d'une ado ordinaire (2008-2013) : Madison Cooperstein (89 épisodes)
- Tina Majorino dans :
  - Big Love (2006-2011) : Heather Tuttle (26 épisodes)
  - Grey's Anatomy (2012-2013) : Dr Heather Brooks (22 épisodes)
- Alessandra Torresani dans :
  - Caprica (2009-2010) : Zoe Graystone (18 épisodes)
  - Mon oncle Charlie (2014) : Kathy (saison 12, épisode 4)
- Daniella Monet dans :
  - iCarly (2010) : une fille populaire (saison 3, épisodes 18 et 19)
  - Victorious (2010-2013) : Trina Vega (56 épisodes)
- Grace Phipps dans :
  - Vampire Diaries (2012-2013) : April Young (saison 4)
  - Supernatural (2013) : Hael (saison 9, épisode 1)
- Cristin Milioti dans :
  - How I Met Your Mother (2013-2014) : Tracy McConnell (25 épisodes)
  - Modern Love (2019) : Maggie (saison 1, épisodes 1 et 8)
- Gabrielle Ruiz (en) dans :
  - Crazy Ex-Girlfriend (2015-2019) : Valencia Perez (41 épisodes)
  - Modern Family (2019) : Anne (saison 11, épisode 2)
- Lauren Patten dans :
  - Blue Bloods (2018-2024) : l'officier Rachel Witten (21 épisodes)
  - The Good Fight (2019) : Polly Dean (saison 3)
- 1998 : Cousin Skeeter : Binaqua (Reagan Gomez-Preston)
- 2001 : Malcolm : Beth Ballard (Alex McKenna) (saison 2, épisode 20) et Tracy (Brooke Anne Smith) (saison 3, épisode 1)
- 2001-2007 : Reba : Kyra Hart (Scarlett Pomers) (103 épisodes)
- 2003-2005 : Méthode Zoé : Taylor Woodall (Vikki Krinsky) (36 épisodes)
- 2003-2006 : À la Maison-Blanche : Zoey Bartlet (Elisabeth Moss)[2] (2e voix)
- 2004 : Mes adorables voisins : Vanessa Bermejo (Vanessa de Frutos) (4 épisodes)
- 2005 : New York, unité spéciale : Chloe Sellers (Taylor Spreitler) (saison 6, épisode 18) et la technicienne Millie Vizcarrondo (Paula Garcés) (saison 7)
- 2005 : FBI : Portés disparus : Shantel (Jowharah Jones) (saison 3, épisode 14)
- 2005 : NCIS : Enquêtes spéciales : Dana (Gloria Votsis) (saison 3, épisode 2)
- 2005 : Grey's Anatomy : Nicole Verma (Michelle Ongkingco) (saison 2, épisode 7)
- 2005 : Beach Girls : Clare (Kristin Adams) (mini-série)
- 2006 : Koppels : Caroline Van der Meer (Maria Kraakman) (11 épisodes)
- 2007-2008 : Jordan : Pamela « Pam » Cunningham-Lewis (Shania Accius) (30 épisodes)
- 2007-2009 : My Spy Family : Donna Jacobs (Cascade Brown) (32 épisodes)
- 2007-2012 : Dr House : Remy Hadley / « Numéro Treize » (Olivia Wilde) (81 épisodes) + Étudiante (Nicole Bilderback) (saison 1 épisode 21)
- 2008-2009 : Weeds : Simone (Jillian Rose Reed) (7 épisodes)
- 2008-2011 : Physique ou Chimie : Ruth Gómez Quintana (Úrsula Corberó) (71 épisodes)
- 2009 : Gossip Girl : Rachel Carr (Laura Breckenridge) (3 épisodes)
- 2009 : Lie to Me : Sophie / Trisha / Jessie / RJ (Erika Christensen) (saison 2, épisode 1)
- 2009 : La Prophétie de l'oracle : Talia (Brenna O'Brien) (mini-série)
- 2009 : Fear Itself : Shelby Johnson (Anna Kendrick) (saison 1, épisode 11)
- 2009-2012 : Les Frères Scott : Alex Dupre (Jana Kramer) (43 épisodes)
- 2009-2013 : L'Aigle rouge : Estuarda (Marta Aledo) (15 épisodes)
- 2010-2011 : 90210 Beverly Hills : Nouvelle Génération : Harper Bergman (Hayley Holmes) (3 épisodes)
- 2011 : Terra Nova : Skye (Allison Miller) (13 épisodes)
- 2011 : Ange ou Démon : Isabelle Corridor (Aitana Hercal) (21 épisodes)
- 2013 : The Newsroom : Shelly Wexler (Aya Cash) (3 épisodes)
- 2013 : Smash : Marissa (Montego Glover) (5 épisodes)
- 2013-2014 : The Bridge : Eva (Stephanie Sigman) (14 épisodes)
- 2013-2017 : The Mindy Project : Dr Lauren Neustadter (Tracey Wigfield) (13 épisodes)
- 2014 : Californication : Jade (Jade Catta-Preta) (6 épisodes)
- 2014 : Being Human : Caroline (Mylène Dinh-Robic) (4 épisodes)
- 2014-2016 : The Fall : Gail McNally (Bronagh Taggart) (12 épisodes)
- 2015-2016 : Tyrant : Hakima (Olivia Popica) (19 épisodes)
- 2015-2016 : Mr Selfridge : Connie Hawkins Towler (Sacha Parkinson) (20 épisodes)
- 2017 : Star : Eva (Sharlene Taulé) (10 épisodes)
- 2017 : Shades of Blue : Monica (Kristina Reyes) (3 épisodes)
- 2017-2018 : MacGyver : Jill Morgan (Kate Bond) (13 épisodes)
- 2017-2019 : The Gifted : Sage (Hayley Lovitt) (20 épisodes)
- 2017-2019 : Au fil des jours : Ramona (Judy Reyes) (10 épisodes)
- 2017-2019 : The Son : Maria García (Paola Núñez) (20 épisodes)
- 2017-2021 : Dear White People : Colandrea « Coco » Conners (Antoinette Robertson) (40 épisodes)
- 2018 : Supernatural : Véra (Kate Micucci) (saison 13, épisode 16)
- 2018 : UnREAL : Candy Coco (Natalie Hall) (8 épisodes)
- 2018-2020 : Altered Carbon : Kristin Ortega (Martha Higareda) (11 épisodes)
- 2018-2020 : Vida : Karla (Erica Soto) (7 épisodes)
- 2019-2020 : Coisa Mais Linda : Lígia Soares (Fernanda Vasconcellos) (9 épisodes)
- 2019-2021 : Atiye : Cansu/Elif (Melisa Şenolsun (en)) (24 épisodes)
- 2019-2021 : On My Block : Amber (Shoshana Bush) (5 épisodes)
- 2019 / 2021 : Bull : Helen Conway (Talene Monahon) (saison 3, épisode 19 et saison 5, épisode 13)
- 2020 : Narcos: Mexico : Mimi Webb Miller (Sosie Bacon) (4 épisodes)
- 2021 : The Crew (en) : Catherine Spencer (Jillian Mueller) (10 épisodes)
- 2021 : The One : Valeria Sanz (Paula Muñoz) (5 épisodes)
- 2021 : La Templanza : Inés Montalvo (Cristina Alcázar) (4 épisodes)
- depuis 2021 : With Love (en) : Lily Diaz (Emeraude Toubia)
- 2022 : Les Héritiers de la terre : Regina (María Rodríguez Soto) (5 épisodes)
- 2022 : Une équipe hors du commun : Esti González (Priscilla Delgado) (8 épisodes)
- 2022-2023 : NCIS : Los Angeles : Rosa Reyes (Natalia del Riego) (10 épisodes)
- 2022-2024 : Les Enquêtes de Vera : Kelly Mallon (Laura Elsworthy) (saison 11, épisode 3) et Dr Paula Bennett (Sarah Kameela Impey) (7 épisodes)
- 2023 : Voyage au centre de la Terre (es) : Andrea (Carla Adell)
- 2023 : Transatlantique : Hannah Arendt (Alexa Karolinski (de)) (mini-série)
- 2023 : Un, dos, tres : Nouvelle génération : Sira (Marta Guerras (es))
- 2024 : Baby Bandito (es) : Mística (Carmen Zabala)
- 2024 : Sugar : ? (?)
- 2025 : Faute de preuves : Vicky (Bárbara Massó) (mini-série)

#### Séries d'animation
- Sabrina : Chloé
- Rocket Power : Reggie Rocket
- Le Bus magique : Keesha
- Fruits Basket : Tōru Honda
- Titeuf : Nadia, Ze t'aime, Zizie et Julie (création de voix - 1re voix, saisons 1 à 3)
- One Piece : Lady Alvida (3e voix, épisodes 422 à 512), Sadi-chan, Kikyo, Kitton
- Quoi d'neuf Scooby-Doo ? : Vera (2e voix, saison 3)
- Sammy et Scooby en folie : Vera
- Scooby-Doo : Mystères associés : Vera
- Trop cool, Scooby-Doo ! : Vera
- Sally Bollywood : voix additionnelles
- Deco Desi : Jasmine
- H2O, l'île des sirènes : Rikki Chadwick
- Batman, la relève : Dana Tan (5e voix), l'armurière, Deanna Clay
- 2008 : Wakfu : Princesse Erpel (création de voix, saison 1)
- 2008 : Chop Socky Chooks : Chick P
- 2011 : Batman : L'Alliance des héros : Vera Dinkley (saison 2, épisode 25)
- 2013 : Dofus : Aux trésors de Kerubim : Silena (création de voix)
- 2018 : Le Monde selon Kev : Lola (la copine de Camille) (création de voix)
- 2019 : Teen Titans Go! : Vera Dinkley (saison 5, épisode 48)
- 2019-2020 : 7 Seeds : Akane Nashimoto
- 2020 : Moi, Elvis : Emma (création de voix)
- 2020-2021[n 1] : Re:Zero − Re:vivre dans un autre monde à partir de zéro : Echidna (saison 2)
- 2020-2023 : To Your Eternity : Tonali
- 2021 : Saturday Morning All Star Hits! : Rhonda Borgenblatt
- 2023 : Edens Zero : Britney (saison 2)

### Jeux vidéo
- 2002 : Harry Potter et la Chambre des secrets : Ginny Weasley
- 2003 : Star Wars: Knights of the Old Republic : Juhani
- 2003 : Kao the Kangaroo Round 2 : la luciole
- 2004 : Titeuf : Méga-Compet' : Nadia, Julie et les triplés
- 2005 : Psychonauts : Kitty, Phoebe, Arc-en-fiel
- 2006 : Desperate Housewives, le jeu : Danielle Van de Kamp, personnages secondaires féminins
- 2007 : Scooby-Doo! Panique à Hollywood : Vera Dinkley
- 2008 : Star Wars: The Clone Wars - L'Alliance Jedi : Padmé Amidala
- 2009 : Assassin's Creed II : plusieurs citoyennes
- 2009 : Colin McRae: Dirt 2 : Katie Justice
- 2009 : League of Legends : Tristana
- 2009 : Le Parrain 2 : plusieurs femmes
- 2009 : The Lapins Crétins : La Grosse Aventure : voix additionnelles
- 2010 : Assassin's Creed Brotherhood : plusieurs citoyennes
- 2011 : Star Wars: The Old Republic : Mako
- 2011 : The Elder Scrolls V: Skyrim : la plupart des soldats féminins, plusieurs citoyennes.
- 2012 : Diablo 3 : « fille marchande » Acte II
- 2012 : Borderlands 2 : Gaige
- 2012 : World of Warcraft: Mists of Pandaria : Li Li
- 2014 : Tropico 5 : Evita Vasquez
- 2014 : Wolfenstein: The New Order : Anya Oliwa
- 2014 : Sunset Overdrive : voix additionnelles
- 2015 : Assassin's Creed Syndicate : plusieurs Blighters et Templiers
- 2015 : Lego Dimensions : Marceline (Adventure Time)
- 2016 : Watch Dogs 2 : voix additionnelles
- 2016 : Final Fantasy XV : voix additionnelles
- 2017 : Lego Marvel Super Heroes 2 : Sharon Carter, MODOK et Mantis
- 2017 : Tom Clancy's Ghost Recon Wildlands : La Santera
- 2017 : Mass Effect: Andromeda : Umi Henon
- 2017 : Wolfenstein II: The New Colossus : Anya Oliwa
- 2017 : Star Wars Battlefront II : voix additionnelles
- 2018 : Spyro Reignited Trilogy : Zoé, Juliette, Handel et voix additionnelles
- 2019 : Close to the Sun : Ada Archer
- 2019 : Crash Team Racing: Nitro-Fueled : Nina Cortex
- 2019 : Wolfenstein: Youngblood : Anya Oliwa
- 2020 : Marvel's Spider-Man: Miles Morales : Steff et voix additionnelles
- 2021 : New World : divers personnages
- 2021 : Forza Horizon 5 : Teagan
- 2022 : Dying Light 2 Stay Human : voix additionnelles
- 2022 : MultiVersus : Vera Dinkley
- 2023 : Hogwarts Legacy : L'Héritage de Poudlard : voix additionnelles
- 2023 : Starfield : Des employées de Generdyne
- 2023 : Marvel's Spider-Man 2 : Steff
- 2024 : Bandle Tale : Tristana